# مرشدآباد
مُرشِدآباد، شهری در هند و ایالت‌ها و قلمروهای هند ایالت بنگال غربی است. این شهر مرکز بخش لالباگ از بخش مرشدآباد محسوب می‌شود. قرار دارد در کرانهٔ شرقی رودخانه هوگلی. در سدهٔ هجدهم، مرشدآباد شهری پررونق و جهانی‌شده بود. مرشدآباد به‌مدت هفتاد سال پایتخت صوبه بنگال بود. این شهر محل سکونت خانواده‌های ثروتمند بازرگان و بانکدار از بخش‌های مختلف شبه‌قاره هند و بخش گسترده‌تر اوراسیا بود. شرکت‌های اروپایی از جمله کمپانی هند شرقی بریتانیا، کمپانی هند شرقی فرانسه، کمپانی هند شرقی هلند و کمپانی هند شرقی دانمارک در اطراف شهر کسب‌وکار و کارخانه‌هایی اداره می‌کردند. این شهر همچنین مرکز هنر و فرهنگ بود.
افت رشد شهر با شکست آخرین نواب مستقل بنگال، سراج الدوله، در نبرد پلاسی در ۱۷۵۷ آغاز شد. نواب به مقام یک زمین‌دار معروف به نواب مرشدآباد تقلیل یافت. بریتانیایی‌ها خزانه، دادگاه‌ها و ادارهٔ درآمد را به کلکته منتقل کردند. در قرن نوزدهم جمعیت تقریباً ۴۶٬۰۰۰ نفر برآورد شد. مرشدآباد تبدیل به مرکز شهرستان ریاست بنگال شد و در سال ۱۸۶۹ به‌عنوان یک شهرداری اعلام گردید.

## ریشه‌شناسی
مرشدآباد به افتخار بنیان‌گذار خود، نواب مرشد قلی‌خان نام‌گذاری شده‌است. مرشد واژه‌ای عربی به‌معنای معلم یا راهنما با درستی، حساسیت و بلوغ است. پسوند آباد برگرفته از واژهٔ فارسی آباد است که به مکانی پرورش‌یافته اشاره دارد.

### موقعیت
مرشدآباد در مختصات ۲۴°۱۱′شمالی ۸۸°۱۶′شرقی / ۲۴٫۱۸°شمالی ۸۸٫۲۷°شرقی واقع شده‌است. این شهر در ساحل شرقی رود بهاگیراتی یا هوگلی که از شاخه‌های رود گنگ است قرار دارد.
کاخ هزاردر و سایت‌های مرتبط در منطقهٔ کیله نظامت (که بخش مرکزی نقشه را تشکیل می‌دهند) جاذبه‌های اصلی مرشدآباد هستند. کمی آن‌طرف‌تر مسجد کاترا، مسجد فوتی، مسجد جامع و ناحیهٔ موتی‌جهیل قرار دارند. در بخش شمالی شهر (همان‌طور که در نقشه‌ نمایش داده شده) گروهی از جاذبه‌ها وجود دارد. برخی از دیدنی‌ها مانند خوش باغ، روس‌نای‌گنج، باراناگار، معبد کیریتس‌واری، کرناسوبرنا و برخی دیگر در سوی دیگر رودخانه قرار دارند و در منطقهٔ همسایه بهرام‌پور نیز جاذبه‌هایی وجود دارد.
توجه: نقشه کنار برخی از مکان‌های برجستهٔ شهر مرشدآباد را نشان می‌دهد. بیشتر مکان‌های مشخص‌شده در نقشه به‌صورت لینک‌شده در نسخهٔ تمام‌صفحه همراه شدند. چند مکان که هنوز صفحه ندارند، علامت‌گذاری نشده‌اند. نقشه دارای مقیاس است و به بینندگان کمک می‌کند فاصله‌ها را تشخیص دهند.

## تاریخ

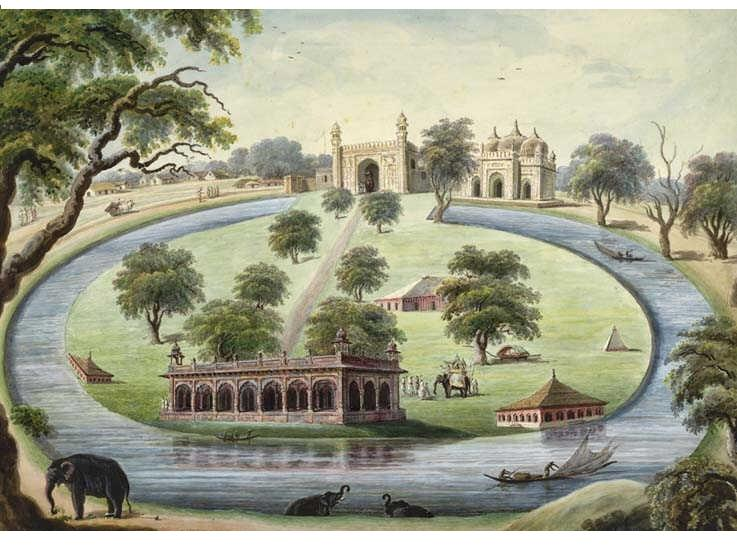
نقاشی باغ، مسجد و ایوان‌های شاهزاده‌ها در موتی‌جهیل (دریاچهٔ مروارید)

نواب علی‌وردی‌خان با یک درباری، به سبک سبک کمپانی که نخستین‌بار در مرشدآباد شکل گرفت

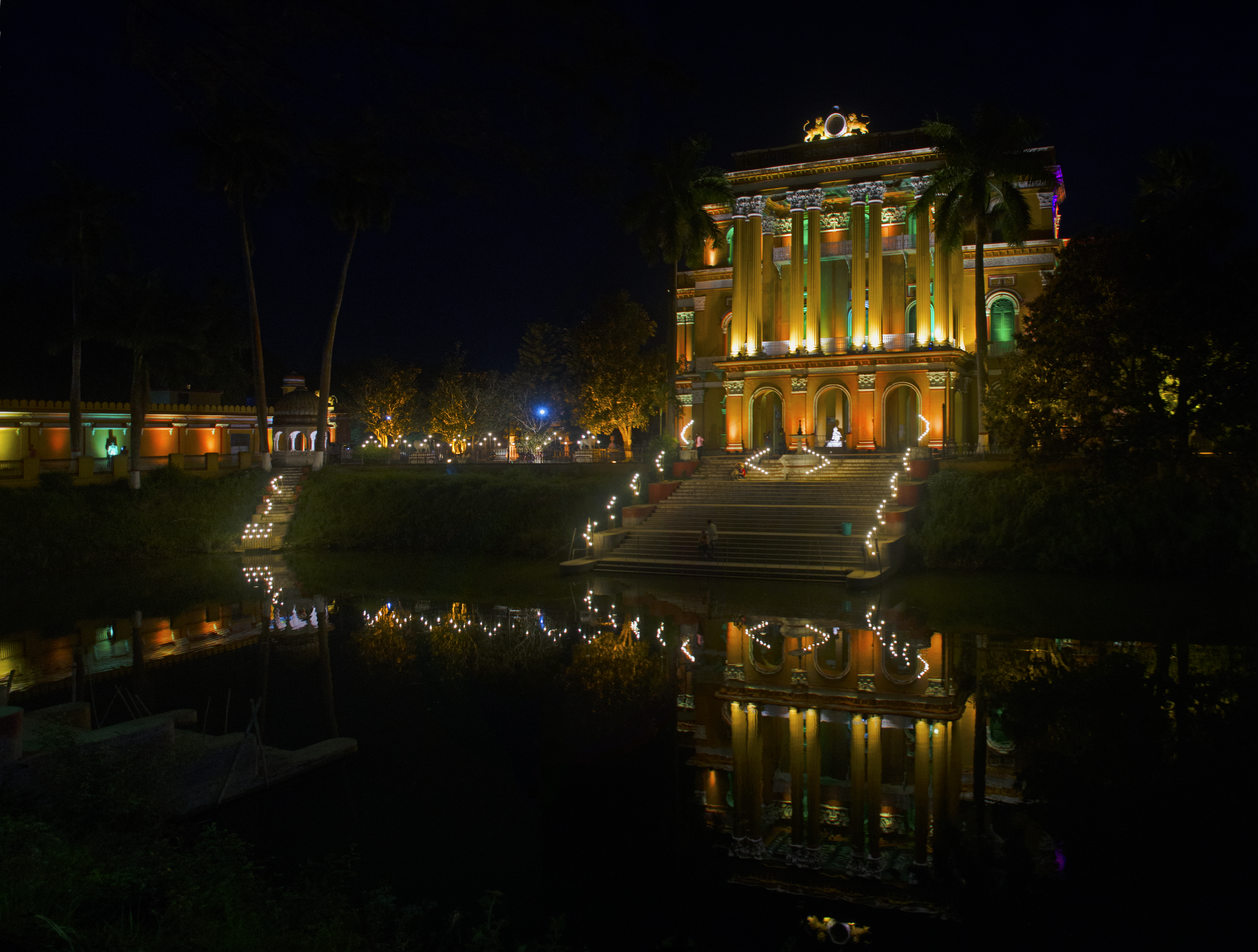
کاخ کات‌گولا در شب روشن‌شده

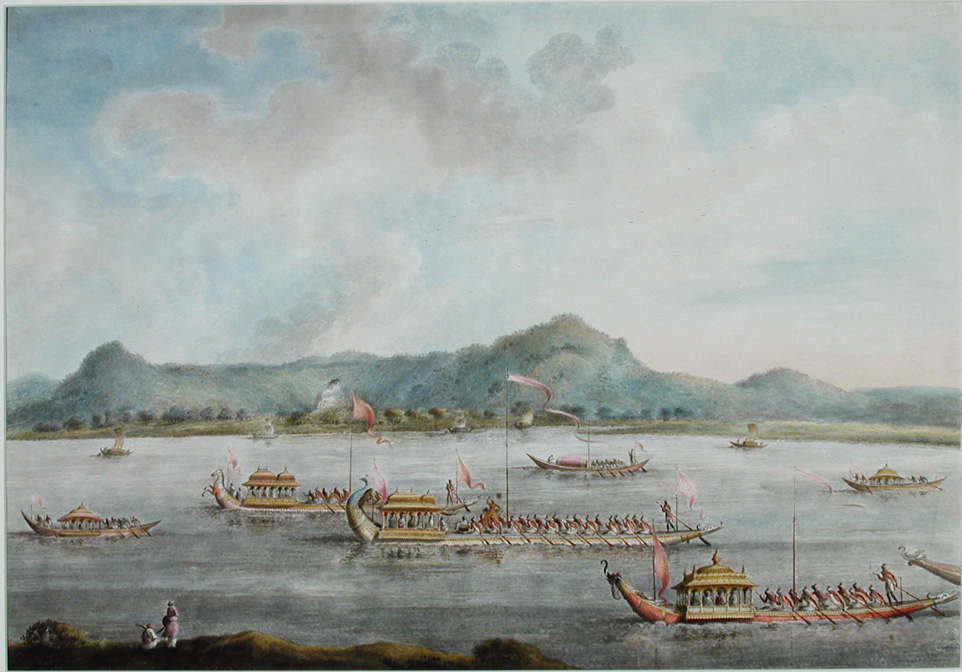
قایق‌های نواب بر رودخانه

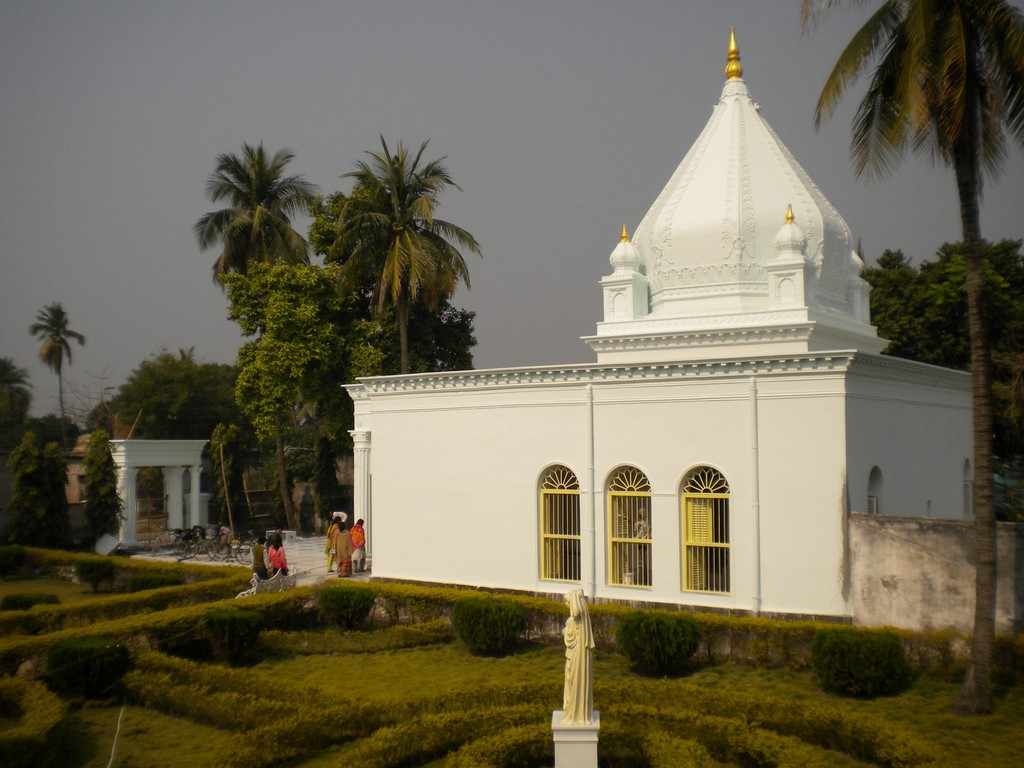
یک معبد جین (دین) در خانهٔ خانوادهٔ بانکدار برجسته جگت ست

این منطقه بخشی از پادشاهی گاوده و پادشاهی ونگا در بنگال باستان بود. ریاض‌السلاطین توسعهٔ اولیهٔ شهر را به تاجری به‌نام مخصوص‌خان نسبت می‌دهد که در «آئین اکبری» نیز از او نام برده شده‌است.
در سدهٔ هفدهم، این ناحیه به دلیل نوغان‌داری شناخته شده بود. در ۱۶۲۱، نمایندگان انگلیسی گزارش دادند مقدار زیادی ابریشم در این ناحیه موجود است. در دههٔ ۱۶۶۰، این منطقه بخشی از پرگنه‌های اداری مغول‌ها شد و بر شرکت‌های اروپایی در کسیم‌بازار نظارت داشت.
در ابتدای سدهٔ هجدهم، مرشد قلی‌خان، نایب‌السلطنهٔ صوبهٔ بنگال، با شاهزاده عظیم‌الشأن در رقابت بود که حتی قصد جان او را داشت. در حالی که دربار دهلی قدرت خود را از دست می‌داد، فرخ‌سیر، خان را به مقام نواب ارتقا داد. او موفق شد با کسب این مقام، دودمان سلطنتی خود را در چارچوب اشراف مغول پایه‌گذاری کند.
مرشد قلی‌خان پایتخت را از داکا، که پس از اخراج آراکانی‌ها و پرتغالی‌ها از چاتگام اهمیت راهبردی خود را از دست داده بود، به مرشدآباد منتقل کرد. این شهر به‌نام او نام‌گذاری شد و مرکز سیاسی، اقتصادی و فرهنگی بنگال شد. قلمرو او نه تنها شامل بنگال، بلکه بیهار و اودیشا را نیز در بر می‌گرفت.
وجود دربار سلطنتی، سپاه گورکانی، صنعتگران و بازرگانان چندملیتی، ثروت شهر را افزایش داد. ضرابخانه مرشدآباد بزرگ‌ترین ضرابخانهٔ منطقه شد. شرکت‌های اروپایی در اطراف شهر کارخانه‌هایی دایر کردند. شهر پر از دلال، کارگر، منشی، نائب، وکیل و بازرگان بود.
مرشد قلی‌خان همچنین کاخ، کاروانسرا و مسجد عظیمی به‌نام مسجد کاترا ساخت. پایگاه نظامی در کنار آن بود. نواب شجاع‌الدین محمدخان نیز کاخ جدید، دروازهٔ تازه، خزانه، مسجد، دربار (هندی) و باغ فره‌باغ را ساخت.
سراج‌الدوله کاخی در موتی‌جهیل ساخت. نیظامت امام‌باره برای شیعیان ساخته شد و دژ نیظامت محل اقامت نواب‌ها بود. خوش باغ آرامگاه نواب‌ها بود. اکثریت جمعیت مردمان بنگالی بودند، از جمله مسلمانان بنگالی و هندوهای بنگالی. جامعهٔ جین (دین) فعال و همچنین ارامنه نیز در تجارت نقش داشتند. خانوادهٔ جگت ست از بزرگ‌ترین خانواده‌های بانکی منطقه بود.
مرشدآباد مرکز شرکت‌های اروپایی مانند فرانسوی‌ها، هلندی‌ها، اتریشی‌ها، دانمارکی‌ها و انگلیسی‌ها شد. شرکت فرانسوی در مرشدآباد و داکا، و شرکت انگلیسی در فورت ویلیام مستقر بودند. مرشدآباد بخشی از دولت هلندی بنگال بود.
سراج‌الدوله در ۱۷۵۷ توسط میر جعفر خیانت شد و بریتانیایی‌ها خاندان او را جایگزین کردند. مرشدآباد تحت حکومت کمپانی هند شرقی بر هند باقی ماند. در ۱۸۵۸، بریتانیا رسماً ادارهٔ هند را به‌دست گرفت.
مرشدآباد در قحطی بزرگ بنگال ۱۷۷۰ آسیب فراوان دید. پس از آن، دادگاه‌های عالی در ۱۷۷۲ به کلکته منتقل شدند. وارن هستینگز و چارلز کورن‌والیس نقش مهمی در تمرکز اداری کلکته داشتند.
کاخ هزاردر در ۱۸۳۷ ساخته شد. شهر در سال ۱۸۶۹ شهرداری شد. صنعت ابریشم بازسازی شد و انبه و سرخالوی آن شهرت یافت.

## اقتصاد
مرشدآباد امروز مرکز کشاورزی، صنایع‌دستی و نوغان‌داری است. ابریشم مرشدآباد برای ساخت ساری (پوشاک) و شال بسیار پرطرفدار است.

## جمعیت‌شناسی
طبق سرشماری ۲۰۱۱ هند، جمعیت شهر ۴۴٬۰۱۹ نفر بود. نرخ سواد عمومی ۸۱٫۹٪ و نرخ سواد مردان و زنان به‌ترتیب ۸۶ و ۷۷٫۹ درصد بود. دالیت‌ها ۱۳٬۷۶۲ و قبایل ثبت‌شده ۳۰۲ نفر بودند. در سال ۲۰۱۱، ترکیب مذهبی شهر: هندو (۷۵٫۰۹٪)، مسلمان (۲۳٫۸۶٪) و دیگران (۱٫۰۵٪) بود.

## مؤسسات آموزشی

### مدارس
- مدرسه سَرگاچی راماکریشنا
- مدرسه سریکانتاباتی سیکشانیکِتان
- دبیرستان راگونات‌گانج

### کالج‌ها
- کالج یادبود سوبهاش چاندرا بوس
- مؤسسه فناوری دامکال
- کالج مهندسی و فناوری نساجی کلکته
- مؤسسه فنی جاکیر حسین، هافانیا، سوتی ۲
- کالج راج کانْدی
- کالج کریشنا
- مؤسسه مدیریت مرشدآباد
- کالج مهندسی و فناوری مرشدآباد
- مؤسسه فناوری مرشدآباد
- کالج سریپات سینگ
- کالج بهرهم‌پور
- کالج دخترانه بهرهم‌پور
- کالج حقوق بیمل چندرا
- دانشگاه مرشدآباد
- کالج جانگیپور
- کالج دُخولال نباران چندرا
- کالج پروفسور سید نورالحسن
- کالج یادبود نور محمد

### دانشگاه‌ها
- دانشگاه مرشدآباد، بهرام‌پور
- دانشگاه مسلمان علیگر

## جشنواره میراث مرشدآباد
جشنواره میراث مرشدآباد با هدف احیای میراث ملموس و ناملموس این شهر و شهرک‌هایی مانند آزیم‌گنج، جیاگنج و کسیم‌بازار برگزار می‌شود. این جشنواره با حمایت انجمن توسعه میراث مرشدآباد (اِم‌اچ‌دی‌اس) از سال ۲۰۱۱ آغاز شده‌است. رویدادها شامل اجرای موسیقی، بازدید از آثار تاریخی، قایق‌سواری در رودخانه باگیراتی و غذاهای گیاهی با تمرکز بر خوراک شهروالی هستند.

## نگارخانه

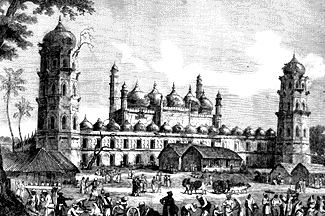
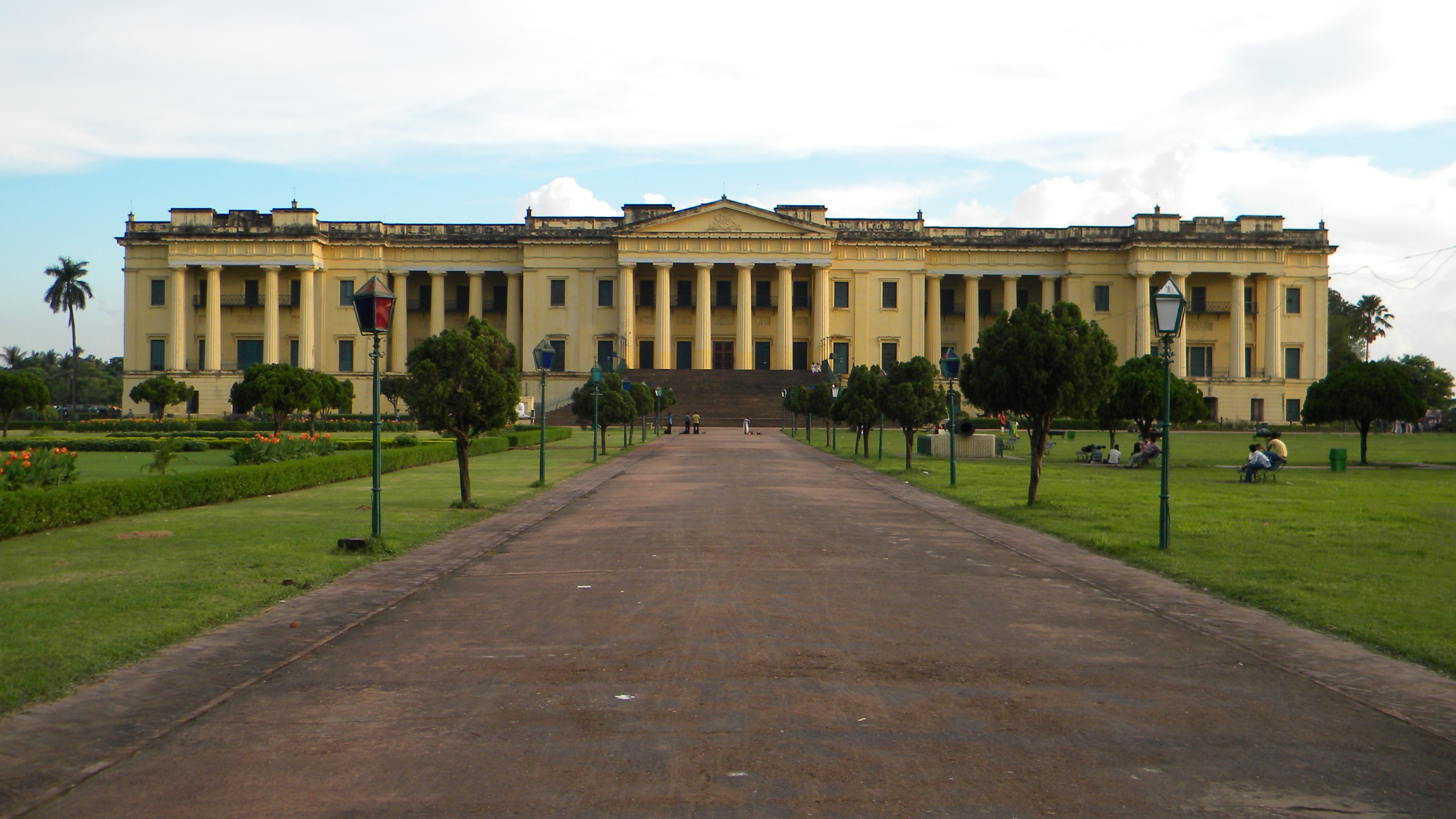
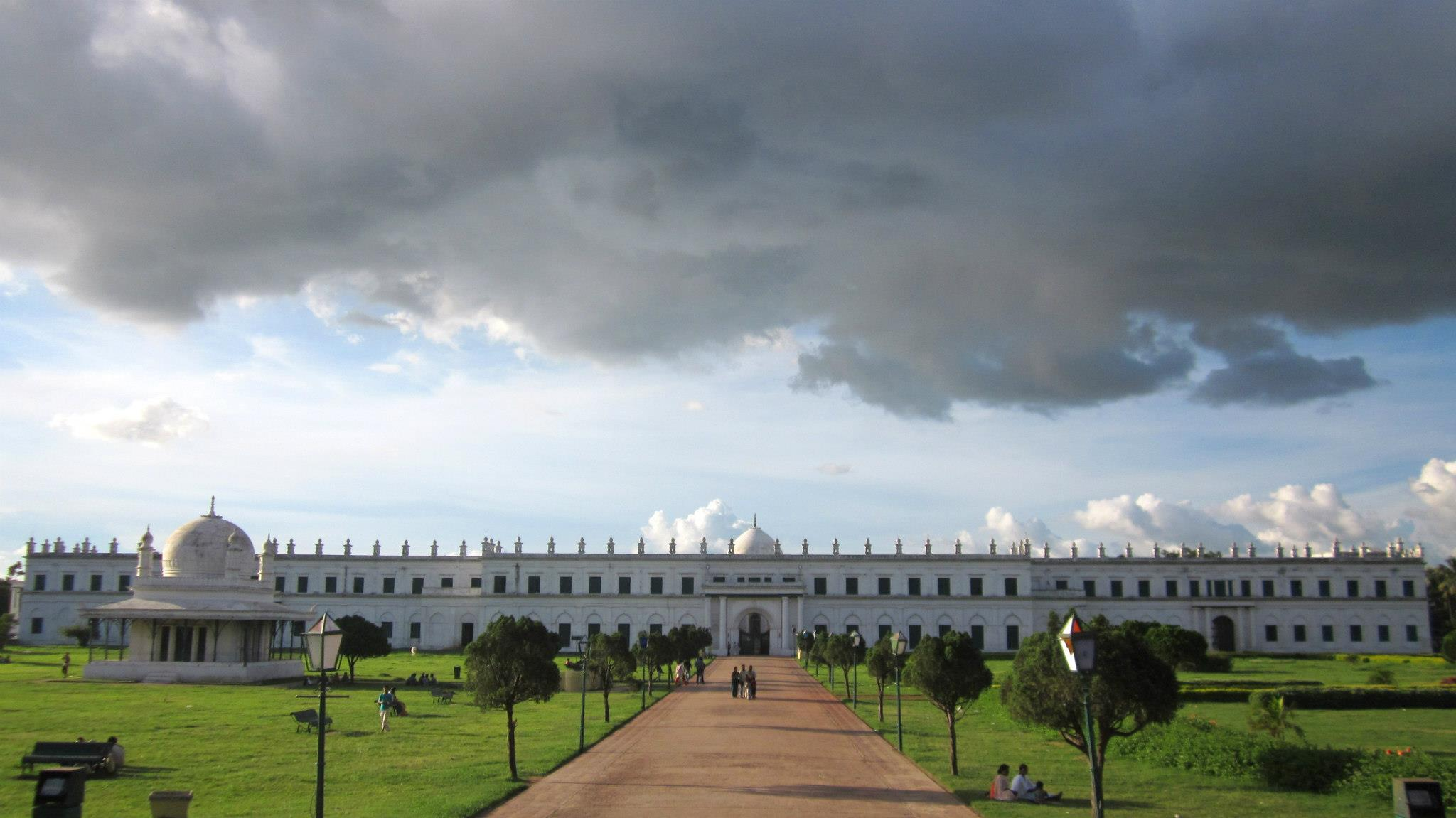
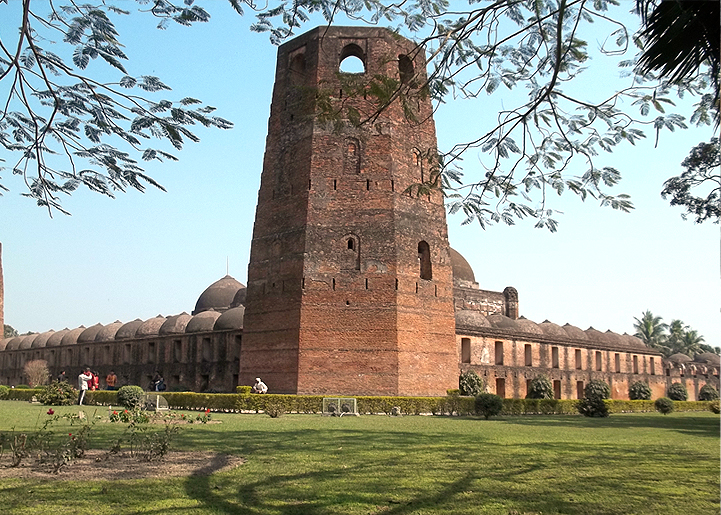
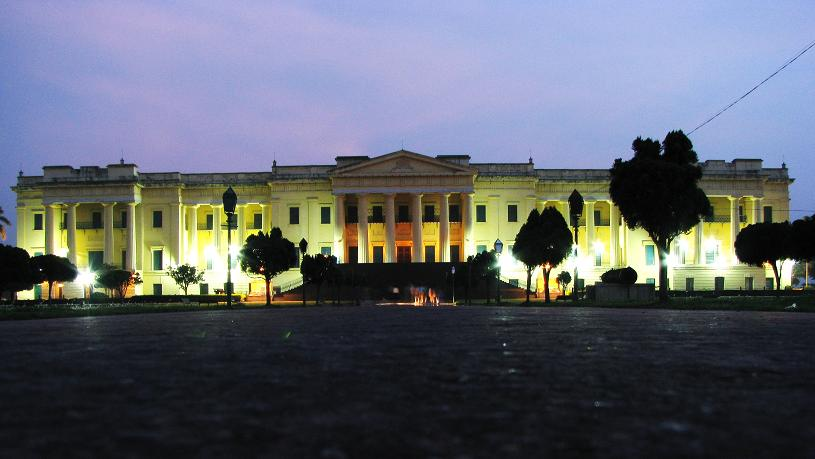

## ساکنان برجسته
- عبدالعلیم (خواننده فولکلور)
- ابوالبرکت
- ابوالحیات
- ابوالبشر
- ابوالحسن قریشی
- امییا کومار باگچی
- آرجیت سینگ
- آروپ چاندرا
- اتی‌ال اسلام
- بابر علی (معلم)
- باسو بَتاچاریا
- فریده یاسمین (خواننده)
- گووینداداسا
- اسکندر میرزا
- کارونا بَتاچاریا
- ماهاسوتا دوی
- مانیش غاتاک
- میر افسر علی
- مرشد قلی‌خان
- نابارون بَتاچاریا
- نیروپاما دوی
- راخال‌داس باندیوپادیا
- رامندرا سوندار تربدی
- سارات چاندرا پاندیت
- شریا گوشال
- سراج‌الدوله
- سید مصطفی سراج
- نالینی باگچی
- تاپان سینها